# Vương triều Thiên Tôn

Thiên Tôn thị vương thống

Thiên Tôn thị vương thống (天孫氏王統/ てんそんしおうとう) là những người thống trị thời kỳ thị tộc cổ xưa theo truyền thuyết Lưu Cầu. Triều này được ghi trong Trung Sơn thế giám (中山世鑑) và Trung Sơn thế phả (中山世譜) của vương quốc Lưu Cầu, Amamikyo (A Ma Mĩ Cửu) là con của thiên đế đã tới Lưu Cầu, trở thành thần sáng thế và lập nên vương triều Tenson (Thiên Tôn). Tổng cộng có 25 đời con cháu thống trị Lưu Cầu trong 17802 năm. Đến năm 1186, người cai trị đời thứ 25 của triều Thiên Tôn bị trọng thần giết chết, vương triều diệt vong. Sau đó, án tư Phổ Thiêm (Urasoe) là Shunten (Thuấn Thiên) đã bình định bạo loạn và lập nên vương triều Thuấn Thiên. Có học giả nhận định triều Thiên Tôn mang tính truyền thuyết quá cao như Kojiki (Cổ ký sự) đoạn viết về truyền thuyết.